# Sint Maarten (Noord-Holland)
Sint Maarten is een dorp dat sinds 2013 deel uitmaakt van de gemeente Schagen in de provincie Noord-Holland. Sint Maarten was tot 1990 een zelfstandige gemeente. In de periode 1990 tot en met 2012 maakte het deel uit van de gemeente Harenkarspel. Het dorp kende in 2023 ongeveer 1.845 inwoners. De dorpsnaam wordt ook wel geschreven als St. Maarten.

## Geschiedenis
De naam van Sint Maarten is afkomstig van het feit dat er een kerk werd gesticht die gewijd was aan Martinus van Tours, die ook wel Maarten of Sint Maarten wordt genoemd. De kerk werd in een gebied neergezet dat relatief dunbevolkt was. De waarschijnlijke reden van de stichting is dat er vlakbij een meer was gelegen dat het Sirmare (uitspraak ook wel Surmare en ook wel geschreven als Sinmare of Simmare) was genoemd. Dit werd waarschijnlijk aangezien als belangrijk teken omdat de uitspraak dicht aanleunt op Sint Maarten. De naam van het meer is ook terug te vinden in de straat en voormalige buurtschap Surmerhuizen (onderdeel van Eenigenburg), en de West-Friese benamingen voor de verschillende plaatsen die de benaming Sint Maarten bevatten. Zo spreekt men van Simmersebrég of kortweg Simbrég voor Sint Maartensbrug en heet van oorsprong Sint Maarten Simmare. Deze benaming is later uit de gratie gevallen en lokaal spreekt men meestal van Sunt Maarten of Sunt-Mart, en ook Sundemaarten of Suntermaarten, niet verwarren met het feest Sunteremaarte (Nederlands; Sint Maarten).
De bewoners van Sint Maarten waren van oorsprong vissers, ook wel blauwboeren genaamd. De naam Sint Maarten komt voor het eerst in ongeveer 1250 voor in de annalen. Het dorp lag in die tijd aan zee. Dit was het geval tot aan de drooglegging van Zijpe in de 16e eeuw.

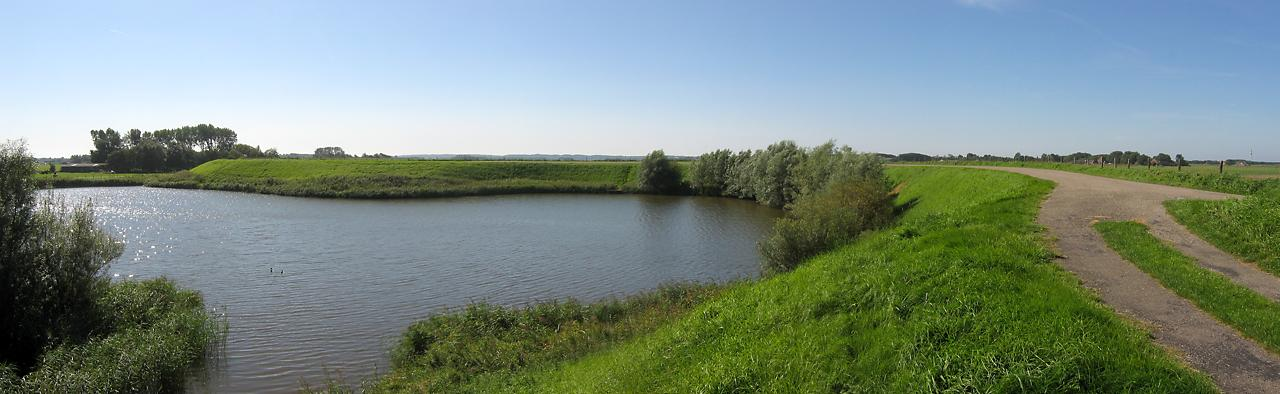
Wiel nabij Sint Maarten

Langs de dijken in de omgeving van Sint Maarten zijn door diverse dijkdoorbraken kleine meertjes ontstaan. Waar gaten in de dijken werden geslagen, vormden de kolkende watermassa's diepe plassen. Deze zogenaamde wielen waren te diep om leeg te malen of te dempen. Na een dijkdoorbraak werd daarom een nieuw stuk dijk om het ontstane gat aangelegd.
Van de bevolking van Sint Maarten is bekend dat ze eind 16e eeuw de vestingwerken bouwde die in de stad Alkmaar nodig waren voor de strijd tegen de Spanjaarden. Alkmaar had toen zeggenschap over het gebied waar Sint Maarten lag. Zo was het aan Alkmaar belastingplichtig.
Gedurende de Franse Tijd werd bij de strijd tussen Franse en Russische troepen tijdens de mislukte invasie van de geallieerden in Noord-Holland in 1799 de kerk van Sint Maarten in puin geschoten. Nadien is hij opnieuw opgebouwd.
De gemeente Sint Maarten bestond naast het dorp Sint Maarten zelf uit de volgende plaatsen:
- 't Rijpje
- Dijkstaal
- Eenigenburg (met Surmerhuizen)
- Groenveld
- Grootven
- Stroet
- Valkkoog

## Sport en recreatie

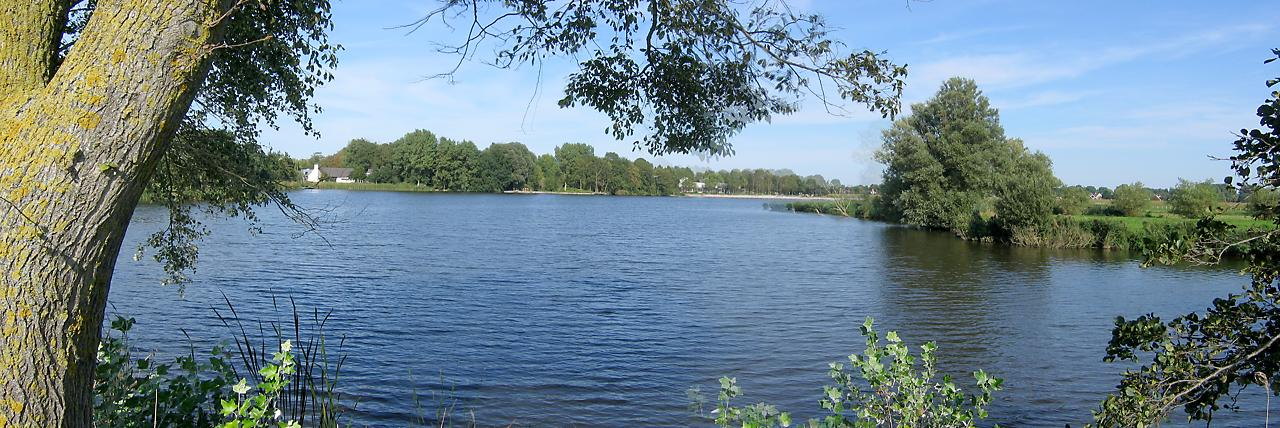
Schager Wiel

In het dorp bevindt zich dorpshuis De Klimop.
Op sportcomplex Bij 't Hoog is sportvereniging Sint Boys D.E.S gevestigd. De activiteiten bestaan onder meer uit voetbal, zaalvoetbal en handbal.
Aan de rand van het dorp zijn een aantal watergebiedjes/plassen. Ten oosten van Sint Maarten ligt tussen Valkkoog en Schagen de Schager Wiel met zwemstrandje en wandelpad.
Net buiten het dorp ligt Camping & Bungalowpark De Wielen.
De gemeente Harenkarspel heeft volgens het ontwerp-Structuurplan van 9 augustus 2007 de intentie uitgesproken een aantal wandelroutes routes aan te leggen. Voor Sint Maarten zijn wandelroutes opgenomen die door de bewoners eerder en via de werkgroep Voorzieningen zijn voorgesteld voor het leefbaarheidsplan. De gemeenteraad heeft dit op revitalisering van het dorp gerichte leefbaarheidsplan aangemerkt als ‘pilotproject’ voor de bestuursperiode 2006-2010. De aanleg van de voetpaden met recreatieve voorzieningen rond de dorpskern is gestart in 2008. Een gedeelte van de wandelroutes buiten de bebouwde kom loopt over boerenland. Er zijn vele rondjes Sint Maarten te maken. Officieel zijn er zes bewegwijzerde routes. De laatste wandelroute, die medio oktober 2011 feestelijk in gebruik is genomen, loopt van Sint Maarten naar Valkkoog (of andersom natuurlijk).